# Бранденбург
Бранденбург (нім. Land Brandenburg) — земля Федеративної Республіки Німеччина. Розташована в східній частині країни. Столиця — місто Потсдам. Сусідами землі є Мекленбург-Передня Померанія, Нижня Саксонія, Саксонія-Ангальт, Саксонія, Берлін, а також Польща. Утворена 6 лютого 1947
3 жовтня 1990 (відновлення) року. Площа — 29.654,16 км². Населення — 2 531 071 (на 31 грудня 2020). На теренах землі розмовляють німецькою і нижньо-лужицькою.   СДПН, ХДС і Зелені очолюють земельний уряд. Голова уряду —  Дітмар Воїдке (СДПН). За результами виборів до ландтагу, що відбулися 1 вересня 2019 року, в ньому представлені такі партії: СДПН (25 депутатів), АдН (23), ХДС (15), Ліві (10), Зелені (10), БГР/Вільні Виборці (5). Має 4 депутатів у Бундесраті, верхній палаті парламенту Німеччини. Валовий внутрішній продукт землі складає 69,132 млрд € (2017) . Борг землі становить 20,336 млрд € (31 грудня 2015). Рівень безробіття — 5,4 % (листопад 2019). Міжнародний код — DE-BB.

## Назва
- Бранденбург (нім. Brandenburg, лат. Brandenburgum) — найпоширеніша назва землі.
- Земля Бранденбург (нім. Land Brandenburg) — офіційна назва землі.
- Браннеборг (нім. Brannenborg) — нижньонімецька назва.
- Брамборія (н.-луж. Bramborska)
- Браніборія (в.-луж. Braniborska)
- Бранденбургія (пол. Brandenburgia)

Про походження слова є різні теорії. Слов'янська теорія свідчить, що назва міста Бранденбург, на честь якого названа ця земля — Бранібор. Слово містить в собі корінь «бор» (сосновий ліс) і «брані» (швидше за все означає болотистий, але можливо і від брань-битва). Таким чином, воно означає або «болотистий сосновий ліс» або «сосновий ліс, в якому була битва».
Можливо назва походить від німецького слова brenan (нім. brennen спалити, горіти), тому що викорчовування у той час робили вогнем.
Інша версія говорить, що назва пов'язана з ім'ям святого Брендана, оскільки в VII/VIII столітті ірландські місіонери, які на території сьогоднішнього Бранденбурга поширювали християнську віру, назвали монастир на честь ірландського святого.

## Географія

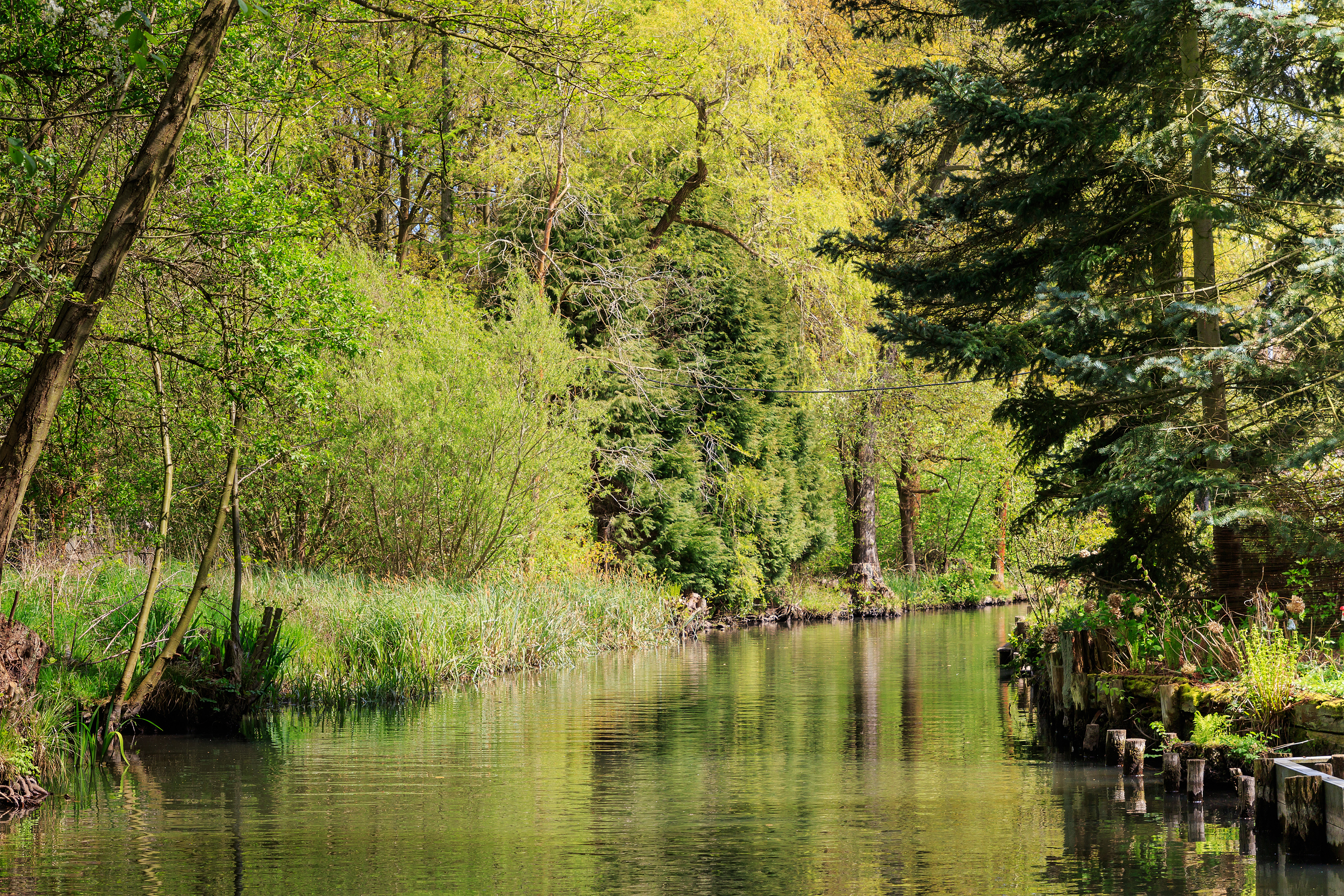
Шпревальд — Біосферний заповідник, що знаходиться під охороною ЮНЕСКО

Бранденбург межує на заході з Саксонією-Ангальт, на півночі з Мекленбургом-Передньою Померанією, на сході з Польщею, на півдні з Саксонією. Серцем Бранденбургу є федеральна земля Берлін.

### Природоохоронні території
Бранденбург відомий своєю природою, що добре збереглася, і своїм природоохоронним захистом, який почався в 1990-х. Після возз'єднання Німеччини було визначено 15 великих охоронних областей. Кожна з них забезпечена державно-фінансованою адміністрацією і штатом охоронців парку, які охороняють відвідувачів і працюють над безпекою заповідників. Найбільш захищені області мають центри відвідувачів.

## Історія

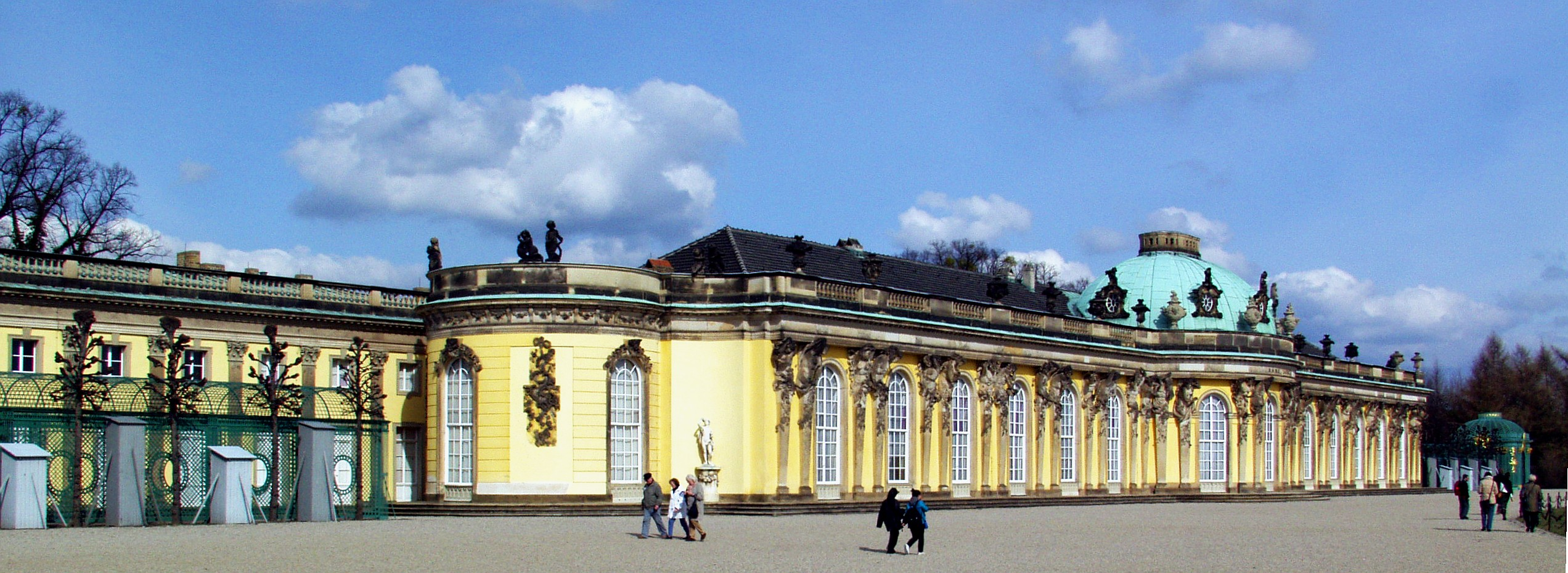
Сансусі — відомий літній палац Фрідріха Великого, що входить до світової спадщини ЮНЕСКО.

Германські племена, що мешкали на території сучасного Бранденбургу в часи Великого переселення народів були витиснені полабами. Під час східної експансії Німецької імперії ці землі були знову заселені німцями. Однак після того, як лютичі повстали у 983 р. ці землі знову стали язичницькими і незалежними. Нове завоювання цих земель німцями розпочалось у XII столітті. Воно пов'язане з ім'ям маркграфа Альбрехта Бера, який у 1150 році після смерті князя гаволян Прибислава захопив владу над їх головним містом Бранібор, а 1157 р. отримав від імператора титул маркграфа Бранденбурзького (змінене німецьке від Бранібор). Альбрехт Ведмідь заснував у Бранденбургу династію Асканіїв (1157—1320), представники якої продовжили завоювання земель полабських слов'ян та польських земель. 1230 р. приєднано Середню марку, 1250 р. Уккермарк, Старгард і Любуську землю Польщі, 1260 Нову марку в польській Померанії. На новозахоплені землі масово переселялись німці з заходу Німеччини. Слов'янське населення або онімечувалось або винищувалось. Після зникнення 1320 року династії Асканіїв у маркграфстві Бранденбург його купив у 1323 для свого сина Людвіга I (1323—1351) імператор Людвіг IV Баварський з династії Віттельсбахів. 1373 року імператор Карл IV з династії Люксембургів викупив Бранденбург у Віттельсбахів разом з титулом курфюрста. 1411 року Люксембурги за велику суму грошей передали Бранденбург бургграфу Нюрнберга Фрідріху VI з династії Гогенцоллернів, який 1415 року отримав титул курфюрста з рук імператора.
Гогенцоллерни, що правили Бранденбургом з 1415, пізніше приєднали могутнє герцогство Прусське і стали імператорами Німеччини. 
Наприкінці Другої світової війни Бранденбург втратив понад 12950 км² території, коли Польща отримала німецькі території до рік Одер і Нейсе. Частина, що залишилася і стала районом Східної Німеччини, була розділена в 1952 році на Франкфурт-на-Одері, Потсдам і Котбус. Після возз'єднання Німеччини в 1990 році Бранденбург був відновлений як земля Федеративної республіки.

## Список маркграфів і курфюрстів Бранденбургу
Дивись основну статтю

## Ландтаг

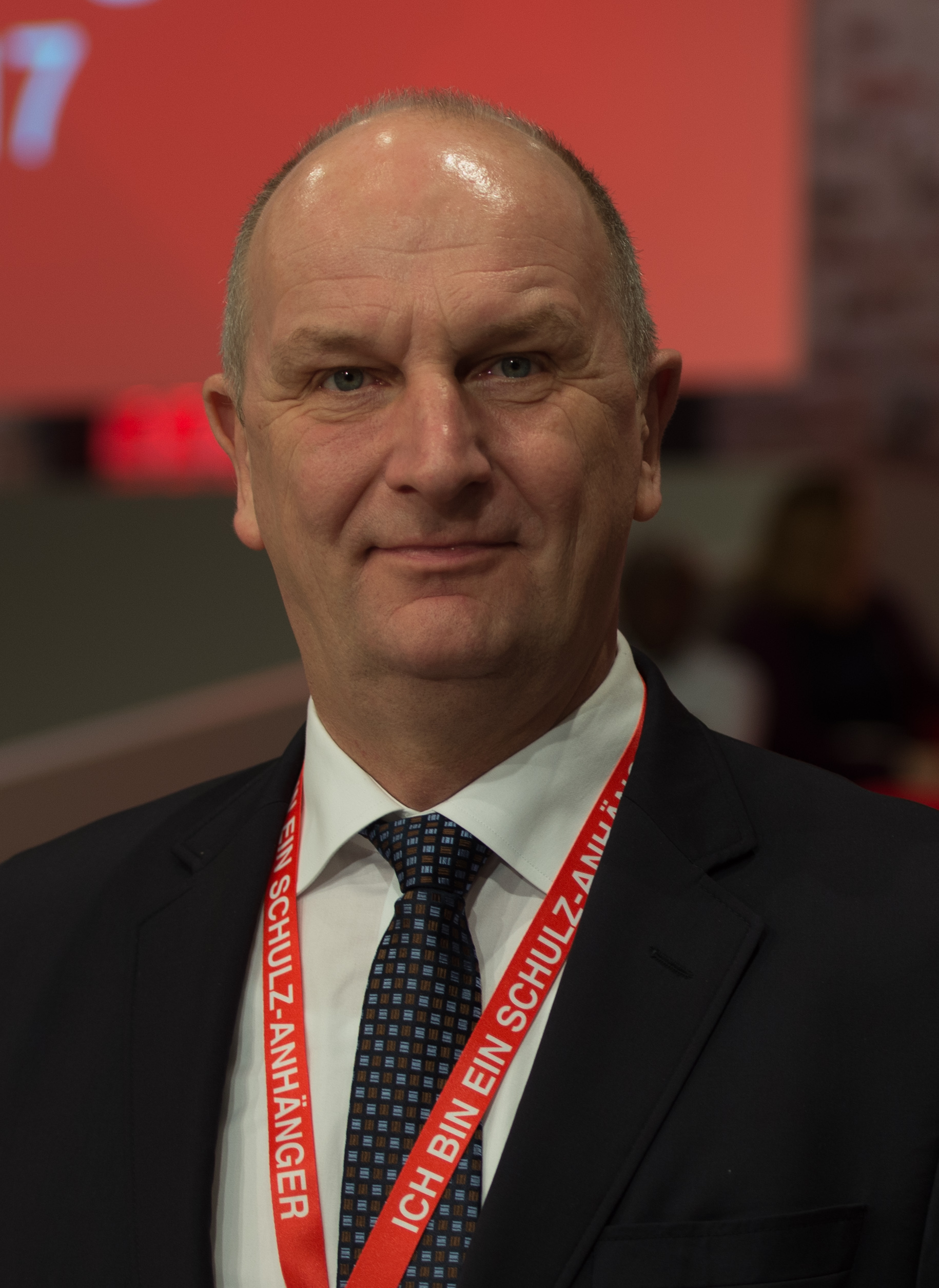
Дітмар Воїдке, голова земельного уряду з 2013 року.

Розподіл місць у Бранденбурзькому ландтазі за результатами виборів 1 вересня 2019 року. Уряд очолює коаліція СДПН, ХДС і Зелених.

Розподіл 88 місць: 

## Наука
Університети є в Котбусі, Франкфурті-на-Одері та Потсдамі.

## Адміністративний поділ
Федеральна земля Бранденбург поділяється на чотирнадцять районів (Landkreise),
| - Барнім - Даме-Шпревальд - Ельба-Ельстер - Гафельланд - Меркіш-Одерланд - Верхній Хафель - Верхній Шпревальд-Лужиця | - Одер-Шпре - Східний Прігніц-Руппін - Потсдам-Міттельмарк - Прігніц - Шпре-Найсе - Тельтов-Флемінг - Уккермарк |

і чотири міста на правах району (kreisfreie Städte),
1. Бранденбург-на-Гафелі
2. Котбус
3. Франкфурт-на-Одері
4. Потсдам

## Господарство
Виробляється залізо і сталь, папір, металеві вироби, напівпровідники.